# Jan Józef Szczepański
Jan Józef Szczepański (ur. 12 stycznia 1919 w Warszawie, zm. 20 lutego 2003 w Krakowie) – polski pisarz, reporter, eseista, scenarzysta filmowy i tłumacz, taternik, podróżnik. Był prezesem Związku Literatów Polskich i Stowarzyszenia Pisarzy Polskich. Z wykształcenia był orientalistą.

## Życiorys
Syn Aleksandra Szczepańskiego, dyplomaty II Rzeczypospolitej i ekonomisty, związanego z przemysłem cynkowym Górnego Śląska, brata Marii Kuncewiczowej oraz Marii Znatowicz-Szczepańskiej, nauczycielki języka francuskiego, tłumaczki literatury serbskiej i publicystki.
W latach 1932–1937 jego rodzina mieszkała w Katowicach, gdzie Jan J. Szczepański uczęszczał do męskiego Państwowego Gimnazjum i Liceum przy ul. A. Mickiewicza. Następnie studiował orientalistykę, studia ukończył w 1947 r.
Uczestniczył w kampanii wrześniowej 1939, w 1941 r. wstąpił do Związku Jaszczurczego (od 1942 NSZ) i pracował w komórce wywiadu do 1943 r., kiedy to został żołnierzem AK, w 1944 r. walczył w partyzantce. Temu okresowi poświęcił swoją prozę wojenną: opowieść o wrześniowej klęsce (Polska jesień) i opowiadania partyzanckie (Buty), w których mierzy się krytycznie z legendą „leśnych ludzi”. Tematyka wojenna znalazła się też w scenariuszach do filmów Stanisława Różewicza (Westerplatte i Wolne miasto).
Po wojnie związał się z „Tygodnikiem Powszechnym” (w latach 1947–1953 był członkiem redakcji). Był ostatnim prezesem rozwiązanego przez władze stanu wojennego Związku Literatów Polskich (ten okres udokumentował w książce Kadencja). Był jednym z założycieli Polskiego Porozumienia Niepodległościowego. W 1978 r. podpisał również deklarację założycielską Towarzystwa Kursów Naukowych. Tłumaczył na polski m.in. prozę Conrada i Greene’a, Bajki murzyńskie.
Był sygnatariuszem Listu 59 (1975 r.) i listu intelektualistów w obronie braci Jerzego i Ryszarda Kowalczyków (maj 1981 r.). 23 sierpnia 1980 roku dołączył do apelu 64 uczonych, pisarzy i publicystów do władz komunistycznych o podjęcie dialogu ze strajkującymi robotnikami.
Był zapalonym turystą i (w pierwszych latach po wojnie) taternikiem. Wspinał się np. ze Stanisławem Siedleckim (m.in. próba wejścia zachodnią ścianą Łomnicy nową drogą przez Hokejkę) oraz z Krzysztofem Tatarkiewiczem. Taternictwo, narciarstwo i samo Zakopane pojawiają się w kilku jego książkach (m.in. Autograf) oraz w szeregu publikacji w czasopismach. W 1955 r. przetłumaczył książkę Johna Hunta Zdobycie Mount Everestu. Znajomość Gorców i Pienin zaowocowała książkami Portki Odysa i Kipu (patrz niżej).

### Życie prywatne
W 1947 r. wziął ślub z Danutą Wolską.
Był najbliższym przyjacielem pisarza Stanisława Lema i ojcem chrzestnym jego syna Tomasza. Jego osoba była pierwowzorem postaci Prothera w powieści Głos Pana Lema.

## Cenzura komunistyczna
Nazwisko Jana Józefa Szczepańskiego znalazło się na specjalnej liście, na której umieszczono autorów pod szczególnym nadzorem peerelowskiej cenzury. Tomasz Strzyżewski w swojej książce o cenzurze w PRL publikuje poufną instrukcję cenzorską z 21 lutego 1976 r. Głównego Urzędu Kontroli Prasy, Publikacji i Widowisk, na której umieszczono nazwisko Szczepańskiego oraz następujące wytyczne: „Wszystkie własne publikacje autorów z poniższej listy zgłaszane przez prasę i wydawnictwa książkowe oraz wszystkie przypadki wymieniania ich nazwisk należy sygnalizować kierownictwu Urzędu, w porozumieniu z którym może jedynie nastąpić zwolnienie tych materiałów. Zapis nie dotyczy radia i TV, których kierownictwo we własnym zakresie zapewnia przestrzeganie tych zasad. Treść niniejszego zapisu przeznaczona jest wyłącznie do wiadomości cenzorów”.

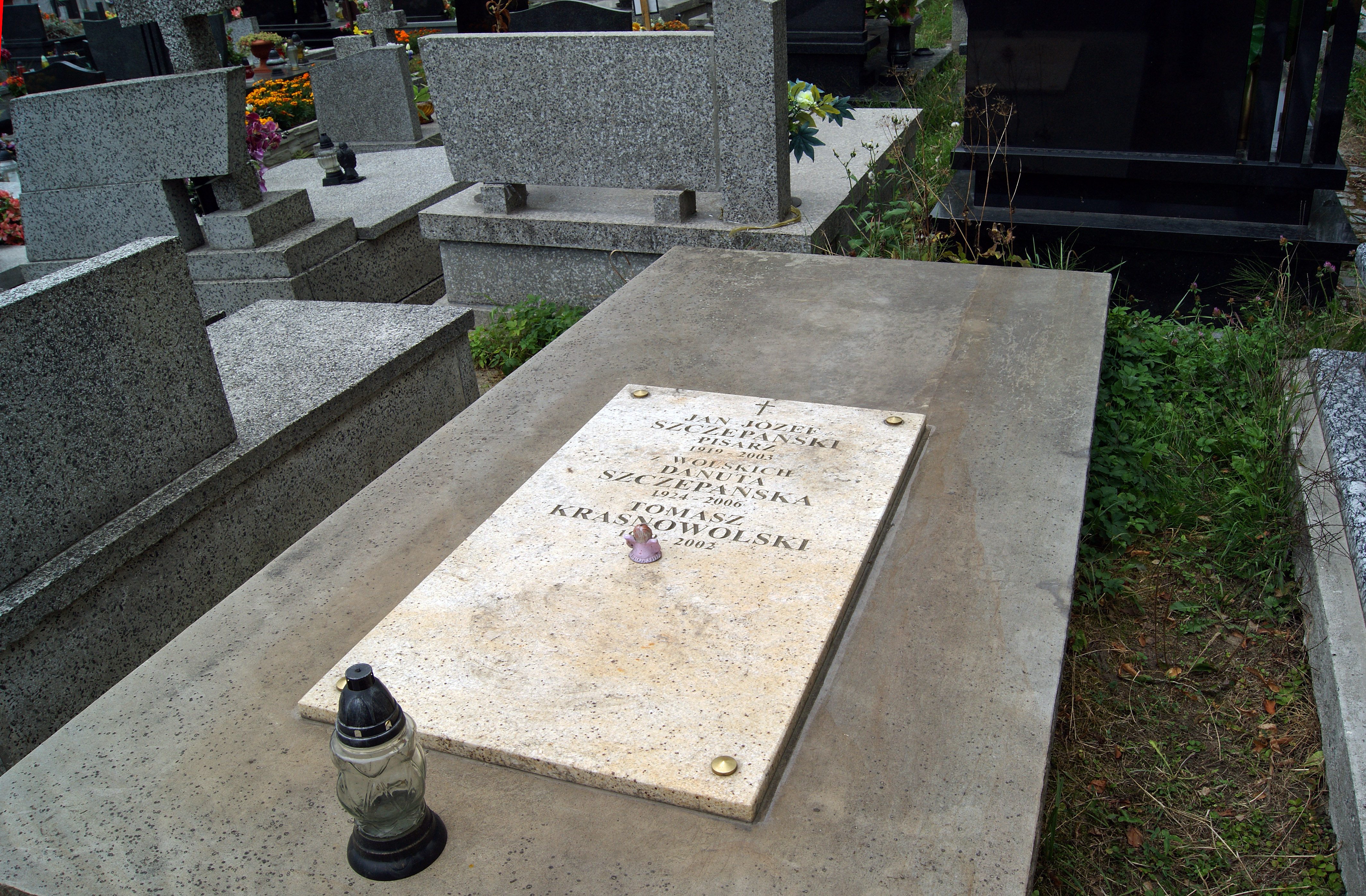
Grób pisarza na parafialnym cmentarzu w Tyńcu

## Po upadku PRL
W kwietniu 1997 r. za książkę Jeszcze nie wszystko uhonorowany został Nagrodą Krakowska Książka Miesiąca. W 2001 r. został laureatem nagrody literackiej polskiego PEN Clubu im. Jana Parandowskiego.
Andrzej Werner przypisuje Szczepańskiego do odrębnego nurtu w polskiej literaturze, „programowo odrzucającego ideowe, a już zwłaszcza doktrynalne spory”, skupiającego „pisarzy zwróconych ku życiu, ludzkiej rzeczywistości bez pośredniczącej roli idei, nie wysuwających na plan pierwszy swoich sądów, poglądów i postulatów, usuwających się w cień, by uwypuklić to, co istnieje niezależnie od wyobrażeń podmiotu, obserwujących życie w jego rzeczywistych historycznych wymiarach, by odnaleźć w nim uniwersalne cechy ludzkie, może ślad transcendencji, może tęsknotę za nim”.
Z kolei Andrzej Sulikowski zwraca uwagę na problematykę górską w twórczości Jana Józefa Szczepańskiego.
Poeta Janusz Szuber zadedykował Janowi Józefowi Szczepańskiemu wiersz Które kiedyś były, wydany w tomikach poezji Okrągłe oko pogody z 2000 r. oraz Tam, gdzie niedźwiedzie piwo warzą z 2004 r.

## Twórczość
Publikacje
- Portki Odysa (powieść) Warszawa: Czytelnik, 1954
- Polska jesień (powieść) Kraków: Wydawnictwo Literackie (WL), 1955
- Buty i inne opowiadania, Kraków: WL, 1956
- Pojedynek (powieść) Kraków: WL, 1957
- Tombakowy pierścionek i inne opowiadania (współautor: B. Mańkowski), Warszawa: Czytelnik, 1957
- Dzień bohatera (opowiadania) Warszawa: Czytelnik, 1959
- Zatoka białych niedźwiedzi (reportaż) Kraków: WL, 1960
- Motyl (opowiadania) Warszawa: Czytelnik, 1962
- Do raju i z powrotem (reportaże), Warszawa: Czytelnik, 1964
- Czarne i białe (reportaże), Kraków: WL, 1965
- Ikar (powieść), Warszawa: Czytelnik, 1966
- Wyspa, Warszawa: Czytelnik, 1968
- Świat wielu czasów. Wrażenia z podróży do ameryki południowej, Kraków: WL, 1969
- Koniec westernu (reportaże), Warszawa: Czytelnik, 1971
- Opowiadania dawne i dawniejsze, Kraków: WL, 1973
- Rafa (opowiadania), Warszawa: Czytelnik, 1974
- Przed nieznanym trybunałem (eseje), Warszawa: Czytelnik, 1975
- Kipu (powieść), Kraków: WL, 1978
- Autograf (opowiadania i dramat), Warszawa: Czytelnik, 1979
- Trzy podróże (reportaże), Kraków: WL, 1981
- Trzy czerwone róże (opowiadania), Kraków: Wydawnictwo Literackie, 1982
- Nasze nie nasze (reportaże), Kraków: Znak, 1984
- Kadencja (wspomnienia), Kraków: Oficyna Literacka, 1986
- Kapitan (powieść), Paryż: Libella, 1986
- Ultima thule (opowiadania), Warszawa: Czytelnik, 1987
- Maleńka encyklopedia totalizmu, Kraków: Znak, 1990
- Historyjki (opowiadania), Warszawa: Czytelnik, 1990
- Mija dzień (opowiadania), Kraków: WL, 1994
- Jeszcze nie wszystko (opowiadania), Kraków: Baran i Suszczyński
- Wszyscy szukamy (eseje), Warszawa: Biblioteka „Więzi”, 1998
- Obiady przy świecach (wybór opowiadań), Rosner & Wspólnicy, 2003
- Dziennik (dzienniki) T. I 1945-1956, Kraków: WL, 2009; T. II 1957-1963, Kraków: WL, 2011; T. III 1964-1972, Kraków: WL, 2014; T. IV 1973-1980, Kraków: WL, 2015 (ss. 728) ISBN 978-83-08-05483-3; T. V 1981–1989, Kraków: WL, 2017 (s. 896) ISBN 978-83-08-06309-5.

Scenariusze filmowe
- Wolne miasto (1958)
- Jadą goście jadą... (1962)
- Na melinę (1965)[16]
- Westerplatte (1967)
- Hubal (1973)
- Z dalekiego kraju (1981)
- Życie za życie. Maksymilian Kolbe (1991)

## Upamiętnienie
Jest patronem ławeczki w Parku Ratuszowym w Krakowie w dzielnicy XVIII Nowa Huta, o czym informuje tabliczka. Patroni ławeczek w przestrzeni publicznej są wybierani w ramach projektu Kody Miasta realizowanego przez Krakowskie Biuro Festiwalowe, operatora tytułu Kraków Miasto Literatury UNESCO, którym Kraków został uhonorowany w 2013 roku.